# 409 TCN
409 TCN là một năm trong lịch La Mã.